# Нижняя Хобза
Ни́жняя Хо́бза — курортный микрорайон в Лазаревском районе муниципального образования город-курорт Сочи Краснодарского края. 

## География
Микрорайон находится в южной части Лазаревского района в низовье одноимённой реки Хобза. Расположен в 40 км к юго-востоку от районного центра — Лазаревское, в 27 км к северо-западу от Центрального Сочи и в 270 км к югу от города Краснодар (по дороге). 
Граничит с землями населённых пунктов: Вардане на северо-западе, Верхнеармянская Хобза на северо-востоке, Верхнеармянское Лоо на востоке, Горное Лоо и Лоо на юго-востоке. На западе микрорайон омывается водами Чёрного моря, на востоке над ним возвышаются лесистые горы. 
Нижняя Хобза расположена в узкой долине у черноморского побережья. Рельеф местности в основном холмистая, местами обрывистая. Основное население микрорайона проживает у побережья или вдоль речной долины. Средние высоты на территории аула составляют около 28 метров над уровнем моря. Абсолютные высоты достигают 300 метров над уровнем моря. 
Гидрографическая сеть представлена в основном рекой Хобза. В центре микрорайона в него впадет его главный правый приток Ходжиек. 
Климат в ауле влажный субтропический. Среднегодовая температура воздуха составляет около +13,7°С, со средними температурами июля около +24,2°С, и средними температурами января около +6,2°С. Среднегодовое количество осадков составляет около 1450 мм. Основная часть осадков выпадает зимой.

## Этимология
Название микрорайона происходит от реки Хобза в устье которой посёлок и расположен. Одноимённая река расположена в Крымском районе Краснодарского края. Существует несколько версий в происхождении названия реки. 
По наиболее распространённой версией считается, что топоним реки восходит к адыгейскому «Къопс», что в переводе означает — «Кабанья река». Также «къопс» с адыгейского можно перевести как «стебель». 
По другим версиям Хобза восходит к адыгейским «Хыбзыу» — чайка, или «Къабзэ» — чистый. 
В шапсугском диалекте адыгейского языка топоним Хобза можно также возводить к словам «Хъопс» — красивая река, или «Хъобз» — красивая самка. 

## История
До 1864 года бассейн реки Хобза был достаточно плотно населен убыхами общества Хизе. После завершения Кавказской войны всё местное население было выселено в Османскую империю, за нежелания подчиняться иноверному русскому царю. 
Летом 1866 года, комиссия Кавказского наместничества, исследуя побережье на предмет обустройства переселенцев из России в Черноморском округе, обнаружила на реке Хобза немецкую колонию, численностью около 100 дворов. 
В 1873 году в низовья реки Хобза поселилось в качестве арендаторов 25 семей понтийских греков. В истории переселенческого движения в Черноморском округе, это был первый случай аренды частновладельческих земель. 
Греки оставались в имении «Вардане» до истечения срока аренды, то есть до 1883 года включительно. Затем их сменили армянские и русские переселенцы. 
В 1920 году в населенном пункте Нижняя Хобза Сочинской волости Туапсинского отдела Черноморского округа проживала 41 семья (254 чел.), в том числе 1 русская (4 чел.), остальные армянские. 
10 февраля 1961 года селение Нижняя Хобза было включено в состав города-курорта Сочи, с присвоением населённому пункту статуса внутригородского микрорайона. 

## Курорты
В микрорайоне расположено несколько санаторий, пансионатов и баз отдыха. Развивается гостиничный комплекс. 
Жилые строения у побережья расположены в основном у места впадения Хобзы в Чёрное море. Далее посёлок узкой полосой вдоль реки Хобзы поднимается выше по ущелью, постепенно расширяясь. 

## Экономика
Основную роль в экономике микрорайона как и в целом по Сочи, играют туризм и садоводство. К востоку от посёлка расположены несколько крупных садово некоммерческих товариществ: 
- СНТ «Высота»
- СНТ «Тюльпан»
- СНТ «Ветеран»
- СНТ «Малютка»
- СНТ «Надежда-2»
- СНТ «Маяк»
- СНТ «Хобза»

## Улицы
Главной улицей микрорайона является улица Магнитогорская, являющаяся частью федеральной автотрассы А-147. В микрорайоне всего пять улиц. 

| Верхнехобзинская |
| Магнитогорская   |

| Минина          |
| Нижнехобзинская |

| Пожарского |